# قلة اللمفاويات
قلة اللمفاويات أو قلة الكريات اللمفاوية (بالإنجليزية: Lymphocytopenia)‏ هي حالة انخفاض مستوى الخلايا اللمفية في الدم بدرجة غير طبيعية. والخلايا اللمفية عبارة عن خلايا دم بيضاء لها وظائف ذات أهمية كبيرة في الجهاز المناعي. وعلى العكس منها كثرة اللمفاويات، والتي تشير إلى ارتفاع مستوى الخلايا اللمفية بدرجة كبيرة.
وقد توجد قلة اللمفاويات كجزء من قلة الكريات الشاملة عندما تقل الأعداد الإجمالية لكل أنواع الخلايا الدموية.

## التصنيف
يمكن تصنيف قلة اللمفاويات أيضًا في بعض الأحوال وفقًا لنوع الخلايا اللمفية الذي يقل عدده. ويستخدم المصطلح دون أي وصف بإضافة في حالة تثبيط أنواع الخلايا اللمفية الثلاث.
- في قلة اللمفاويات التائية يوجد القليل جدًا من الخلايا اللمفية التائية، ولكن الخلايا اللمفية الأخرى تكون بأعدادها الطبيعية. ويتسبب ذلك في حدوث وظهور أعراض نقص الخلايا التائية. ويحدث ذلك بسبب الإصابة بـ فيروس العوز المناعي البشري (الذي يؤدي للإصابة بـ متلازمة العوز المناعي المكتسب)، ولكن يمكن أن يحدث نتيجة قلة لمفاويات كتلة التمايز 4 مجهولة السبب وهي خلل متغاير نادر الحدوث يعرَّف بالخلية التائية لكتلة التمايز 4 التي يقل عددها عن 300 خلية/مول مع غياب أي حالة قصور مناعي معروفة مثل فيروس العوز المناعي البشري (HIV) أو العلاج الكيميائي.[1]
- أما في قلة اللمفاويات البائية يوجد القليل جدًا من الخلايا اللمفية البائية ولكن الخلايا اللمفية الأخرى تكون بأعدادها الطبيعية. ويتسبب ذلك في حدوث وظهور أعراض نقص المناعة الخلطية. ويحدث ذلك عادة بسبب تناول الأدوية التي تثبط الجهاز المناعي.
- بينما في قلة اللمفاويات الفاتكة الطبيعية يوجد القليل جدًا من الخلايا الفاتكة الطبيعية، ولكن الخلايا اللمفية الأخرى تكون بأعدادها الطبيعية. وهذه الحالة نادرة جدًا.

## الأسباب
تتمثل أكثر المسببات شيوعًا في قلة اللمفاويات المؤقتة في أي إصابة حديثة مثل: الزكام.
وترتبط قلة اللمفاويات، ولكن ليست قلة لمفاويات كتلة التمايز 4 مجهولة السبب، بحالات استخدام الكورتيزون، وحالات الإصابة بـفيروس العوز المناعي البشري وغيره من العوامل الفيروسية والبكتيرية والفطرية وسوء التغذية والذئبة الحمامية المجموعية  والكرب الشديد  والتمرينات الرياضية المكثفة والمستمرة لفترات طويلة (بسبب إطلاق الكورتيزول  والتهاب المفاصل الروماتويدي والغرناوية)  والأمراض علاجية المنشأ (التي تحدث نتيجة علاجات طبية أخرى).
تكون قلة اللمفاويات نتيجة نادرة ومؤقتة لعديد من أنواع العلاج الكيميائي مثل العلاج باستخدام العوامل السامة للخلايا أو العقاقير التي تثبط المناعة. بعض الأمراض الخبيثة التي تنتشر لتصيب نخاع العظام مثل ابيضاض الدم أو مرض هودجكين،  قد تتسبب أيضًا في قلة اللمفاويات.
كما أن الجرعات الكبيرة من الإشعاع مثل تلك الجرعات المضمنة في الحوادث النووية أو العلاج الطبي الذي يعتمد على تعرض الجسم بالكامل للإشعاع، قد تؤدي إلى الإصابة بقلة اللمفاويات.

## التشخيص
يجري تشخيص قلة اللمفاويات بناءً على نتائج من العد الدموي الشامل. يعد مستوى الخلايا اللمفية الذي يقل عن 1500 خلية/ميكرولتر في البالغين علامة تشخيصية (تدل على الحالة)، ويعد مستوى الخلايا اللمفية الذي يقل عن 3000 خلية/ميكرولتر عند الأطفال علامة تشخيصية تدل على الإصابة أيضًا.

## توقعات سير المرض
تميل قلة اللمفاويات التي تحدث نتيجة الإصابات إلى حلها بمجرد وضوح الإصابة. قد يعاني المرضى المصابون بقلة لمفاويات كتلة التمايز 4 مجهولة السبب من مستويات منخفضة بدرجة غير طبيعية ولكن عدد خلايا كتلة التمايز 4 يكون مستقرًا، أو منخفضًا بدرجة غير طبيعية ويستمر عدد خلايا كتلة التمايز 4 في الانخفاض؛ وتكون هذه الحالة الأخيرة حالة مميتة.

## العلاج البيطري
تعالج قلة اللمفاويات الناتجة عن الإصابة بفيروس ابيضاض الدم السنوري وفيروس العوز المناعي السنوري وفيروس قهقري عن طريق معدِّل تحصين الخلايا التائية اللمفية.[بحاجة لمصدر]

## وصلات خارجية
- Merck
- Health A-Z